# (5795) Roshchina
(5795) Roshchina est un astéroïde de la ceinture principale.

## Description
(5795) Roshchina est un astéroïde de la ceinture principale. Il fut découvert le 27 septembre 1978 à Nauchnyj par Lioudmila Tchernykh. Il présente une orbite caractérisée par un demi-grand axe de 2,26 UA, une excentricité de 0,16 et une inclinaison de 8,4° par rapport à l'écliptique.

## Compléments